# Schmutziges Pop-Geschäft: Der Boy-Band-Betrug
Schmutziges Pop-Geschäft: Der Boy-Band-Betrug ist eine US-amerikanische Miniserie mit drei Episoden. Regie führte der Dokumentarfilmer David Terry Fine. Die Dokumentarserie erschien am 24. Juli 2024 weltweit über Netflix. Sie beleuchtet das Leben des Unternehmers Lou Pearlman, der hinter dem Erfolg zahlreicher Boybands stand, diesen aber für ein ausgefuchstes Betrugssystem nutzte.

## Handlung
In den drei Episoden wird das Leben des Unternehmers Lou Pearlman gezeigt, von seinen Anfängen als Investor in Werbe-Zeppeline über den Aufbau verschiedener Boybands, am populärsten die Backstreet Boys, die er als erstes aufbaute, und *NSYNC bis hin zu seiner Verurteilung wegen Betrugs zu einer 25-jährigen Gefängnisstrafe. Es kommen zahlreiche Weggefährten zu Wort, darunter auch Mitglieder der Bands, die er betreute. Zu diesen gehören unter anderem Chris Kirkpatrick (*NSync), Howie Dorough und A.J. McLean (beide Backstreet Boys), Erik-Michael Estrada (O-Town), Michael Wayne Johnson und Patrick King Jr. (beide Natural). Daneben ist zahlreiches Archivmaterial zu sehen, unter anderem auch Interviews mit Frankie Vazquez Jr., einem Angestellten von Pearlman, der 2006, noch vor den Ermittlungen gegen Pearlman, mutmaßlich Selbstmord beging, als er von Pearlmans Betrug erfuhr. Des Weiteren gibt es mehrere Interviews mit seinem ehemaligen Staranwalt Cheney Mason, der ihn ebenfalls verklagte, nachdem Pearlman ihm seine Honorare und Gewinnbeteiligungen in Höhe von 16 Millionen US-Dollar an den Prozessen gegen Backstreet Boys und *Nsync vorenthielt.
Pearlman nutzte den Erfolg seiner Boybands für ein kompliziertes Scam-Modell, das nach seinem Erfinder Charles Ponzi als Ponzi-Masche (engl. „Ponzi scheme“) bekannt wurde. Im Prinzip handelte es sich um eine Abwandlung des Schneeballsystems, jedoch mit dem Unterschied, das es als Anlagemodell verwendet wird, bei dem die tatsächliche Höhe der angeblichen Gewinnausschüttungen unbekannt ist. Er soll dabei mehr als 500 Millionen US-Dollar hinterzogen haben, von denen jedoch nur 10 Millionen wiederaufgetaucht waren. Die Serie endet mit dem Tod von Pearlman und den Stimmen seiner Hinterbliebenen. Am Ende kommen auch Weggefährten zu Wort, die ihn nicht nur als Betrüger sehen, sondern ein ambivalentes Verhältnis zu ihm haben.

## Hintergrund

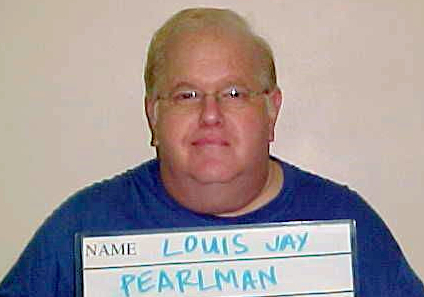
Lou Pearlman

Die Serie wurde von Netflix produziert. Regie führte bei allen drei Episoden David Terry Fine. Zu den Produzenten gehörte auch Michael Johnson von Natural, der ebenfalls als Interviewpartner auftrat.
Die Miniserie enthält vorgebliche Finanztipps und Interviews mit Lou Pearlman, die als Deepfake ihren Eingang in die Dokumentation fanden. Sie basieren auf einem realen Video von Pearlman, das er zur Unterstützung seines Ponzi-Schemas gedreht, aber nie veröffentlicht hatte. Die Sätze stammen aus seinem Buch Bands, Brands & Billions.  Stimme und Gestik sind jedoch KI-generiert.
Es handelt sich um die zweite Dokumentation über Pearlman. Die erste drehte *NSYNC-Mitglied Lance Bass unter dem Titel The Boy Band Con: The Lou Pearlman Story. Der Film lief 2019 auf dem SXSW-Festival und wurde später auf YouTube Premium veröffentlicht.

## Rezeption
Die Nutzung der KI um Statements von Pearlman in der Serie unterzubringen sorgte 2024 für Irritationen unter Kritikern und Zuschauern. So schrieb Mara Schwab auf srf.ch: „Für die Geschichte liefert die KI-Spielerei keinen Mehrwert. Man fragt sich, wer es für klug hielt, die Deepfake-Taktik bei einem Dok über einen Betrüger zu nutzen, der jahrzehntelang vorgab, ein anderer zu sein“, während andere genau dies als richtige Taktik sahen. Positiv sei, das die Ambivalenz der Figur Lou Pearlman fassbar gemacht wurde.
Im Guardian erhielt der Film von Rebecca Nicholson lediglich zwei von fünf möglichen Sternen. Auch sie kritisierte den Einsatz von KI. Ähnlich bewertete Brian Tallerico auf RogerEbert.com die Serie. Es gelänge der Serie nicht die Ambivalenz von Pearlman richtig fassbar zu machen, dafür wären jedoch die Fakten gut aufbereitet.